# Xysticus lassanus
Xysticus lassanus är en spindelart som beskrevs av Chamberlin 1925. Xysticus lassanus ingår i släktet Xysticus och familjen krabbspindlar. Inga underarter finns listade i Catalogue of Life.